# Amityville 3D : Le Démon
Pour les articles homonymes, voir Amityville.
Série
Amityville 2 : Le Possédé Amityville 4
Pour plus de détails, voir Fiche technique et Distribution.
Amityville 3D : Le Démon (Amityville 3-D) est un film américain-mexicain réalisé par Richard Fleischer, sorti en 1983. Resté inédit en salles françaises, il connait une sortie directement en vidéo chez Thorn Emi Video.
Il s'agit du troisième film de la saga Amityville, après Amityville : La Maison du diable et Amityville 2 : Le Possédé. L'opus suivant est Amityville 4.

## Synopsis
La “célèbre” maison située au 112 Ocean Avenue à Amityville est désormais habitée par des faux médiums. Le journaliste de Revelations George Baxter et son associée viennent interroger le couple de mediums sur l'histoire de la maison. Après avoir démasqué les charlatans, George Baxter décide d'acheter la maison, car il est séduit par celle-ci. Il va avoir de surprenantes frayeurs et notamment devoir subir la mort de sa fille Susan, qui vit avec lui.

## Fiche technique
- Titre original : Amityville 3-D
- Titre français pour la sortie en vidéo : Amityville 3D : le démon
- Réalisation : Richard Fleischer
- Scénario : William Wales et David Ambrose
- Musique : Howard Blake
- Décors : Justin Scoppa Jr.
- Costumes : Clifford Capone
- Photographie : Fred Schuler
- Son : John Fundus et Peter Ilardi
- Montage : Frank J. Urioste
- Production : Stephen F. Kesten
  - Producteur délégué : Antonio Rubio
- Société de production : De Laurentiis Entertainment Group et Estudios Churubusco Azteca S.A.
- Distribution :  Orion Pictures Corporation,  Thorn Emi Video (sortie en vidéo)
- Budget : 6 000 000 $ (USD) (estimation)
- Pays d'origine :  États-Unis,  Mexique
- Langue originale : Anglais
- Format : Couleur - 2.35:1 - Dolby
- Genre : Epouvante-horreur
- Durée : 105 minutes
- Dates de sortie[3] :
  -  États-Unis : 18 novembre 1983
  -  France : 27 mars 1985 (sortie uniquement en province[4]), 1985 (sortie en vidéo[4])

## Distribution
- Tony Roberts (VF : Jean Lagache) : John Baxter
- Tess Harper (VF : Katy Vail) : Nancy Baxter
- Candy Clark (VF : Anne Jolivet) : Melanie
- Robert Joy (VF : Éric Legrand) : Elliot West
- Lori Loughlin (VF : Yannick Vail) : Susan Baxter
- Meg Ryan : Lisa
- John Harkins (VF : Michel Vocoret) : Clifford Sanders
- John Beal (VF : Louis Arbessier) : Harold Caswell
- Leora Dana (VF : Paula Dehelly) : Emma Caswell
- Neill Barry : Jeff
- Peter Kowanko : Roger

## Production

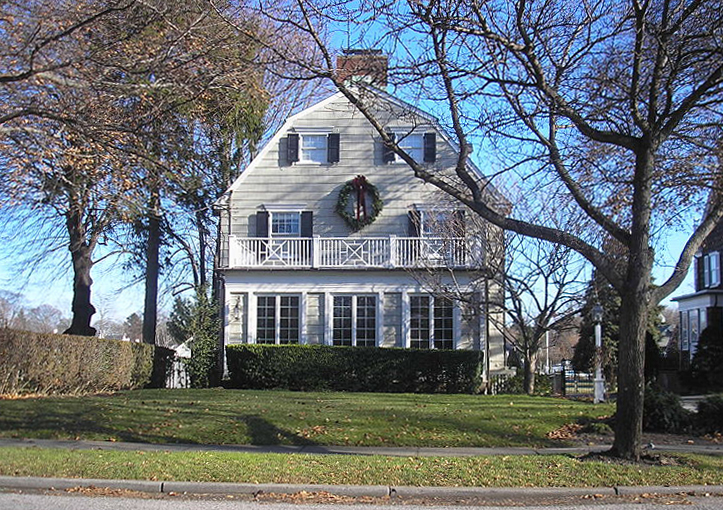
La maison du 112 Ocean Avenue à Amityville, en décembre 2005.

### Genèse et développement
Amityville 3D : Le Démon est le tout premier épisode de la saga à se fonder sur un scénario entièrement original, même si de furtives allusions le rattachent encore aux opus précédents et à l'affaire d'Amityville. C'est aussi le dernier à se dérouler presque exclusivement dans la sinistre maison avant le remake de 2005.

### Casting
Outre l'apparition surprenante dans le registre fantastique de l'acteur Tony Roberts, plus habitué aux comédies de son ami Woody Allen, on notera les débuts à l'écran de la future vedette Meg Ryan.

### Tournage
Pour les besoins du premier film, la production de l'époque avait ajouté des fenêtres en quart de lune des deux côtés de la maison (voir Amityville : La Maison du diable). Ses propriétaires ont, après le 2e épisode, remplacé les deux fenêtres du côté nord par d'autres de forme rectangulaire. Pour cette raison, les scènes extérieures filmant les fameuses fenêtres n'ont pu être tournées que côté sud. De plus, il était prévu que la maison soit démantelée pour être reconstruite sur le terrain voisin. Une maquette taille réduite de la maison fut construite pour la scène de l'explosion. C'est la dernière fois que la maison de Toms River, située au 18 Brooks Road, est utilisée pour la saga.

## Sortie

### 3D
L'année 1983 sera celle du retour éphémère et inattendu de la 3D au cinéma, restée inexploitée depuis les années 1950. En coïncidence avec les troisièmes épisodes de mythiques sagas d'horreur en perte de popularité, les producteurs tentèrent d'en relancer l'intérêt par ce « gimmick » commercial : Les Dents de la mer 3, Meurtres en 3 dimensions, et, bien sûr, cet Amityville 3D que l'on confia au vétéran Richard Fleischer, curieux de s'essayer à l'exercice. Pour autant, le succès de ces films fut tout à fait relatif, tant la lourdeur technique et la gratuité flagrante des situations mises en images pesèrent sur leur qualité globale. 
Des trois expériences en 3D de cette année-là, Amityville 3D est la seule à n'avoir pas atteint les salles françaises.

### Critique
Le film reçoit des critiques très négatives. Il totalise notamment le score de 0% d'opinions favorables pour 17 critiques recensées sur l'agrégateur Rotten Tomatoes.

### Box-office
Le film est un échec au box-office américain, avec seulement 6 333 135 $ de recettes.
À la suite du manque de succès, c'est le dernier film de la saga à sortir en salles, jusqu'au remake de 2005.

## Distinction
En 1986, le film est nommé dans la catégorie meilleur film au festival Fantasporto.

## DVD / Blu-ray
- DVD (France) :
- Le film est sorti en DVD Keep Case le 15 novembre 2000 chez Opening et distribué par Fravidis. Le ratio est en 1.33:1 plein écran 4/3. L'audio est en Français 1.0 mono sans sous-titres et sans suppléments. Il faut noter que le montage diffère de l'édition américaine (105 minutes), ici le film ne dure que 86 minutes [10].
- L'édition en Blu-ray, parue dans le coffret réunissant les 3 premiers films, propose le film en 2D en 3D et surtout version intégrale (105 min) incluant des passages en VOST jusque là non visibles en France . Le ratio 2.35:1 original est restitué.